# Римска история (Теодор Момзен)
Вижте пояснителната страница за други значения на Римска история.
„Ри́мска исто́рия“ (на немски: Römische Geschichte) е фундаментален историографски труд на Теодор Момзен по история на Древен Рим, респективно – Римската република и империя.
За своя Magnum opus един от най-видните представители на Германската историческа школа получава Нобелова награда за литература в 1903 г. Римската история на Момзен е базирана върху корпуса исторически източници, издирени от автора по време на пътешествието му из Италийския полуостров преди създаването на Кралство Италия.
Първите три тома обхващат историята от основаването на Града до падането на Републиката, и излизат в годините 1854 – 1857 г., а петият том, посветен на римските провинции, се появява чак през 1885 г. Интересна особеност в случая е, че четвъртият том от поредицата, който е предвидено да представи управлението на императорите до Диоклециан, не е завършен, а предвиденото му съдържание е възстановено постфактум след смъртта на автора въз основа на записките и черновите на Момзен.
В германските земи, приживе на автора, фундаменталният му труд търпи общо девет издания. Първото българско и съкратено в една книга издание на класическия историографски труд върху римската история излиза едва през 21 век – в 2005 г.